# 坂祝町中央公民館
坂祝町中央公民館（さかほぎちょうちゅうおうこうみんかん）は、岐阜県加茂郡坂祝町にある公民館。

## 概要
坂祝町（坂祝村）の公民館は1954年（昭和29年）に旧・坂祝村役場を改修した坂祝村公民館が最初である。その後1970年（昭和45年）に完成した坂祝町福祉会館が公民館の役割を果たすこととなる。福祉会館は現在の坂祝町立坂祝小学校の南の木曽川沿いに位置していたが、1983年（昭和58年）9月28日の台風第10号による水害をきっかけに木曽川右岸に堤防を築くことになり、木曽川沿いの福祉会館は堤防予定地上となり、立退きの対象となってしまう。そのため、新たに公民館を建設することとなった。
坂祝町中央公民館は1986年（昭和61年）3月に着工し、1987年（昭和62年）12月25日完成。1988年（昭和63年）2月1日に開館する。尚、福祉会館は中央公民館完成に合わせて廃止された。
坂祝町役場の組織の一部（教育課、こども課）がある。

## 施設

### 1階
- 図書室
  - 美濃加茂市立図書館とシステム統合されており、美濃加茂市立図書館と共通利用ができる[7]。
- ホール
- 楽屋
- 応接室
- 事務室
  - 坂祝町役場こども課
  - 坂祝町役場教育課

### 2階
- 調理室
- 研修室
- 幼児室

### 3階
- 和室
- 視聴覚室
- 研修室
- 会議室

## 利用案内
- 住所：岐阜県加茂郡坂祝町黒岩1260番地1
- 開館時間：8:30 - 17:15
  - 使用可能時間は9:00 - 21:30[8]。
- 休館日：月曜日、祝祭日、年末年始（12月29日 - 1月3日）

## 交通アクセス

### 自動車
- 国道248号（太田バイパス）「黒岩北」交差点から県道346号を南下し、「黒岩」交差点から町道を東進。

## 周辺施設
- 坂祝町スポーツドーム
- 坂祝町総合グラウンド
- 坂祝町町民ふれあいプール - 2021年（令和3年）廃止
- 総合福祉会館サンライフさかほぎ